# 734
734(칠백삼십사)는 733보다 크고 735보다 작은 자연수다.

## 수학
- 합성수로, 그 약수는 1, 2, 367, 734다. 진약수의 합은 370이므로, 734는 부족수다.
- {\displaystyle 734=12^{2}+13^{2}+14^{2}+15^{2}}
  - 연속하는 네 자연수의 제곱합으로 나타낼 수 있으며, 이 성질을 지닌 앞의 수는 630, 다음 수는 846이다.
- {\displaystyle 83^{3}-1}은 734로 나누어떨어진다.

## 과학
- NGC 734(영어판): 고래자리 방향에 있는 렌즈형은하.

## 교통

### 철도
- 서울 지하철 7호선 고속터미널역의 역번호.

### 도로
- 734번 지방도: 전북특별자치도 정읍시 입암면에서 전라남도 장성군 북이면까지 이어지는 대한민국의 지방도.
- 현도 제734호선

## 군사
- 734 해군 항공대(영어판): 과거 존재한 영국의 해군 항공대.
- U-734(영어판): 제2차 세계 대전에 사용된 나치 독일의 군용 잠수함.

## 문화유산
- 대한민국의 보물 제734호: 합천 해인사 고려목판

## 작품
- 〈734〉: 주스 월드의 정규 음반 《Goodbye & Good Riddance》의 수록곡. (2018년 5월 23일 출시)

## 기타
- 연도: 734년, 기원전 734년